# Śnieżyca mała
Śnieżyca mała (Anser rossii) – gatunek dużego, wędrownego ptaka z rodziny kaczkowatych (Anatidae), zamieszkujący Amerykę Północną. Nie jest zagrożony. Spotykany w hodowlach.

## Systematyka
Jest to gatunek monotypowy. Na wolności odnotowano hybrydyzację z berniklą białolicą (Branta leucopsis) i śnieżycą dużą (A. caerulescens). Czasami takson ten bywał umieszczany w rodzaju Chen.

## Zasięg występowania
W sezonie lęgowym występuje w północnej Kanadzie, rzadko pojawia się też na Alasce. Zimuje na południu USA i w północnym Meksyku.
Sporadycznie zalatuje do Europy. W Polsce do 2019 stwierdzona 6 razy (obserwowano 7 osobników), ze względu jednak na to, że nie ma pewności, czy były to pojawy naturalne, gatunkowi temu nadano kategorię D w klasyfikacji AERC i nie jest on zaliczany do krajowej awifauny.

## Morfologia

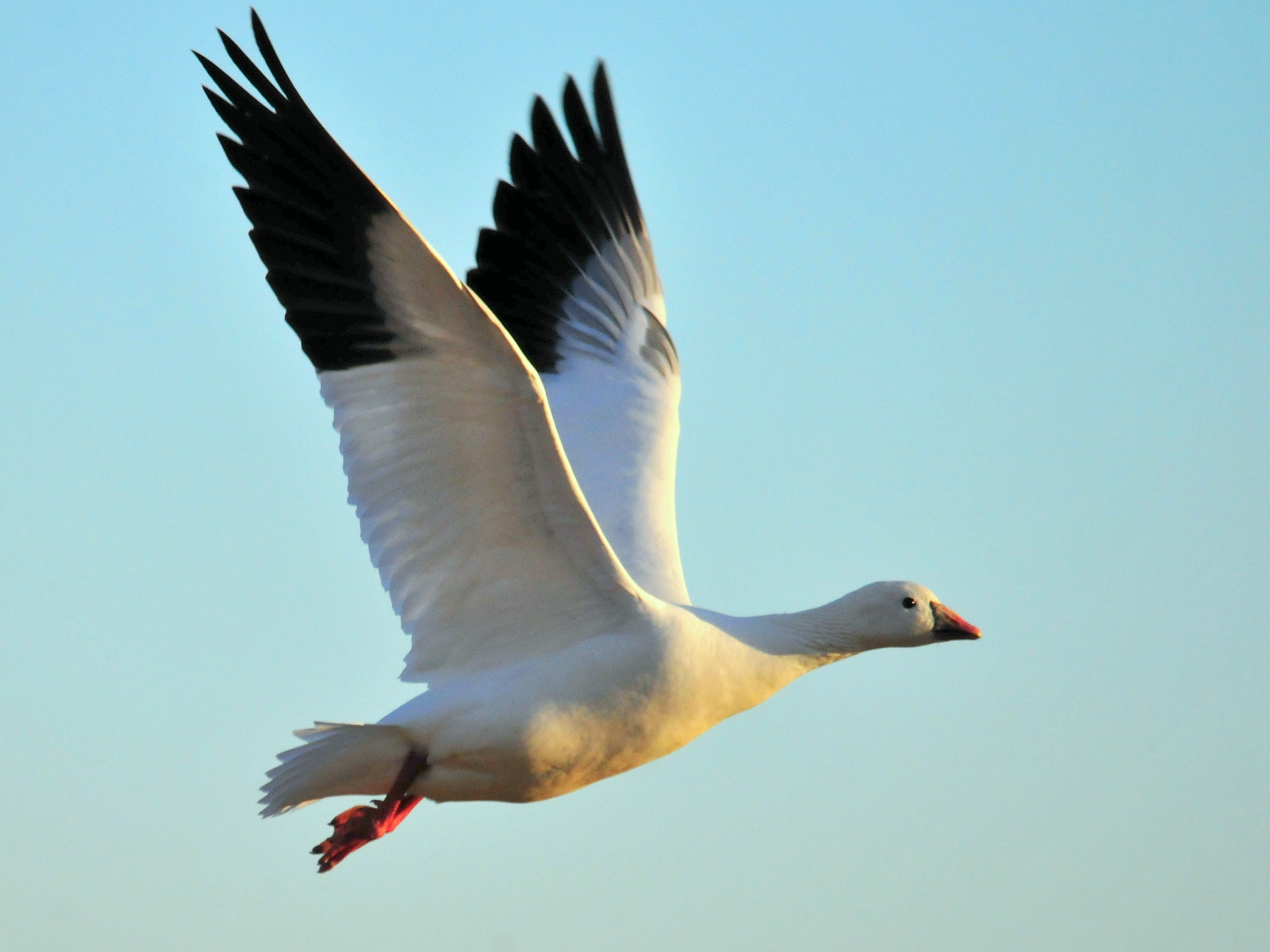
Śnieżyca mała w locie

Ptak ten jest podobny do śnieżycy dużej odmiany białej, ale jest zdecydowanie mniejszy. Jest biało upierzony, jedynie końcówki skrzydeł są czarne. Dziób przysadzisty, różowy. Brak dymorfizmu płciowego w upierzeniu. Istnieją też ciemne odmiany barwne, jednak są one bardzo rzadko spotykane.
Długość ciała: 53–66 cm; rozpiętość skrzydeł 113–116 cm; masa ciała: samce 1224–1880 g, samice 1270–1660 g. Samce są przeciętnie nieco większe od samic.

## Pożywienie
Głównie materiał roślinny, w tym korzenie, liście, łodygi i zielone części roślin wodnych i turzyc, nasiona zbóż; rzadko owady.

## Rozród

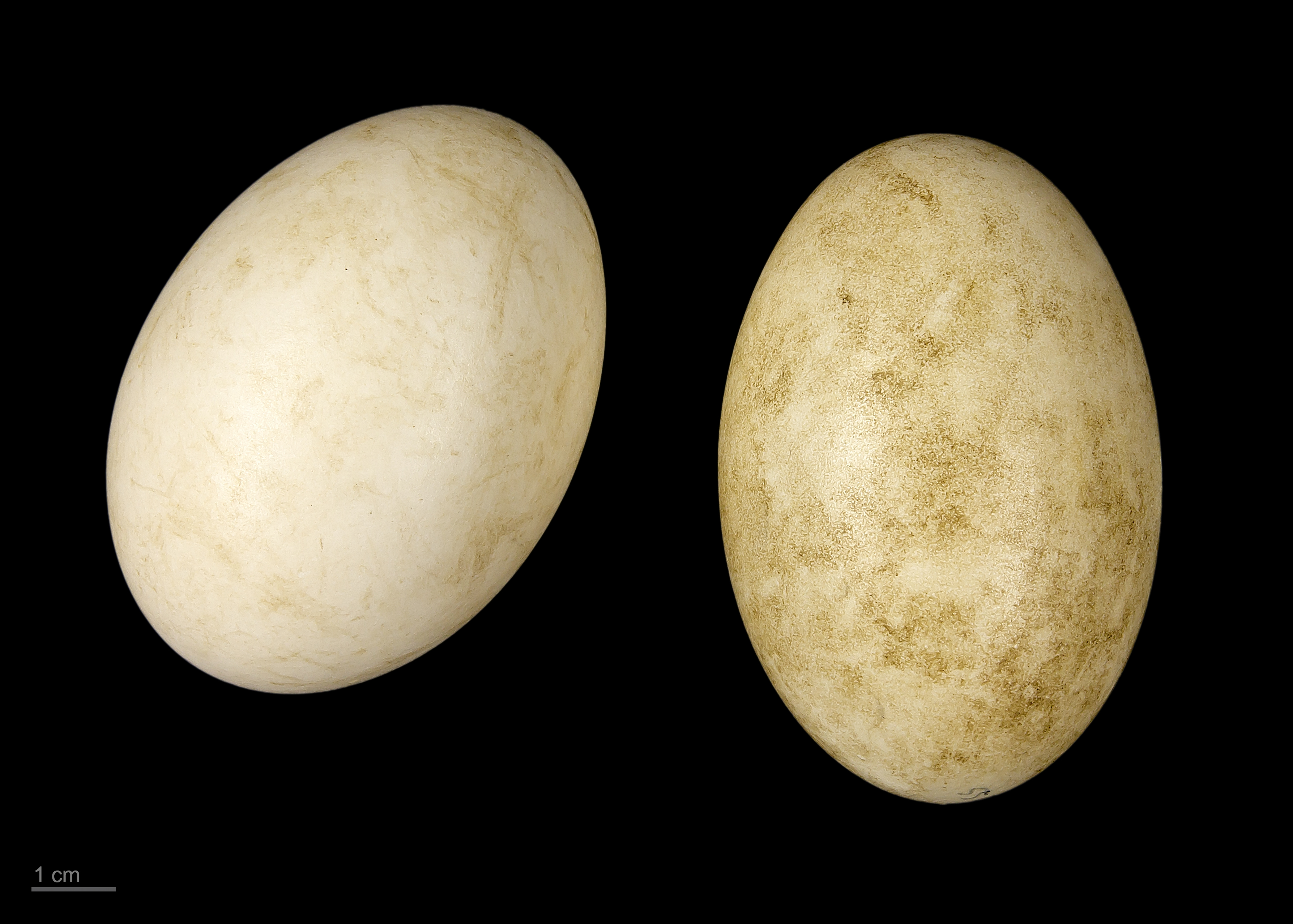
Jaja z kolekcji muzealnej

Wyprowadza jeden lęg w sezonie. W zniesieniu 2–6 białych jaj, które ulegają poplamieniu w trakcie inkubacji. Okres inkubacji trwa 19–25 dni. Pisklęta opuszczają gniazdo w ciągu 24 godzin od wyklucia, potrafią pływać i same zdobywać pokarm.

## Status i ochrona
Międzynarodowa Unia Ochrony Przyrody (IUCN) uznaje śnieżycę małą za gatunek najmniejszej troski (LC – Least Concern) nieprzerwanie od 1988 roku. W 2020 roku organizacja Partners in Flight szacowała liczebność populacji na około 2,1 miliona dorosłych osobników. Globalny trend liczebności populacji uznawany jest za wzrostowy. Gatunek ten jest ptakiem łownym, rocznie odstrzeliwanych jest około 50–100 tysięcy osobników.
W Polsce Rozporządzenie Ministra Środowiska z dnia 16 grudnia 2016 w sprawie ochrony gatunkowej zwierząt śnieżycy małej nie uwzględnia, choć jeszcze w poprzedniej wersji rozporządzenia z 2014 gatunek ten był wymieniany.